# Sofia Pinto Coelho
Sofia Mónica Pinto Coelho  (Lisboa, São Jorge de Arroios, 18 de novembro de 1963) é uma jornalista portuguesa.

## Biografia
É filha da socióloga Maria Filomena Mónica, enteada do cientista social António Barreto, sobrinha do pintor Luís Pinto Coelho, neta do embaixador Luís Pinto Coelho, prima do cartoonista Luís Pinto Coelho e do político José Pinto Coelho, e ainda prima afastada de Carlos Pinto Coelho, jornalista e apresentador de televisão, falecido em 2010.
Licenciada em Direito, pela Universidade de Lisboa. Em 1987 recebeu uma Bolsa para Jovens Investigadores para realização de projeto com o título "Democracia e eleições", no Instituto de Ciências Sociais da Universidade de Lisboa, com orientação científica da sua mãe.
Estreou-se no jornalismo como redatora do Expresso. Em 1992 ingressou na SIC, onde se especializou em temas jurídicos. Coordenou e apresentou o programa Falar Direito, na SIC Notícias, com o qual obteve o Prémio Justiça e Comunicação Social Dr. Francisco Sousa Tavares, atribuído pela Ordem dos Advogados. Na mesma estação coordenou Perdidos e Achados e as reportagens de Condenados, este último sobre os erros da Justiça portuguesa.
Publicou os livros Jornalistas e Tribunais e As Extraordinárias Aventuras da Justiça Portuguesa. Pela reportagem Vinte Anos Depois ganhou o Prémio Especial do Júri no Festival de Cinema de Cartagena de las Índias, na Colômbia.
Da sua relação de vários anos com o também jornalista José Alberto Carvalho tem duas filhas: Rita Pinto Coelho de Carvalho (Lisboa, Santa Maria de Belém, 21 de Dezembro de 1994) e Joana Pinto Coelho de Carvalho (Lisboa, São Domingos de Benfica, 7 de Novembro de 1997). É casada como segunda mulher com o advogado Ricardo Sá Fernandes, de quem tem um filho, Miguel Pinto Coelho de Sá Fernandes (Lisboa, São Domingos de Benfica, 2 de Abril de 2002).